# Scala (Berlin)

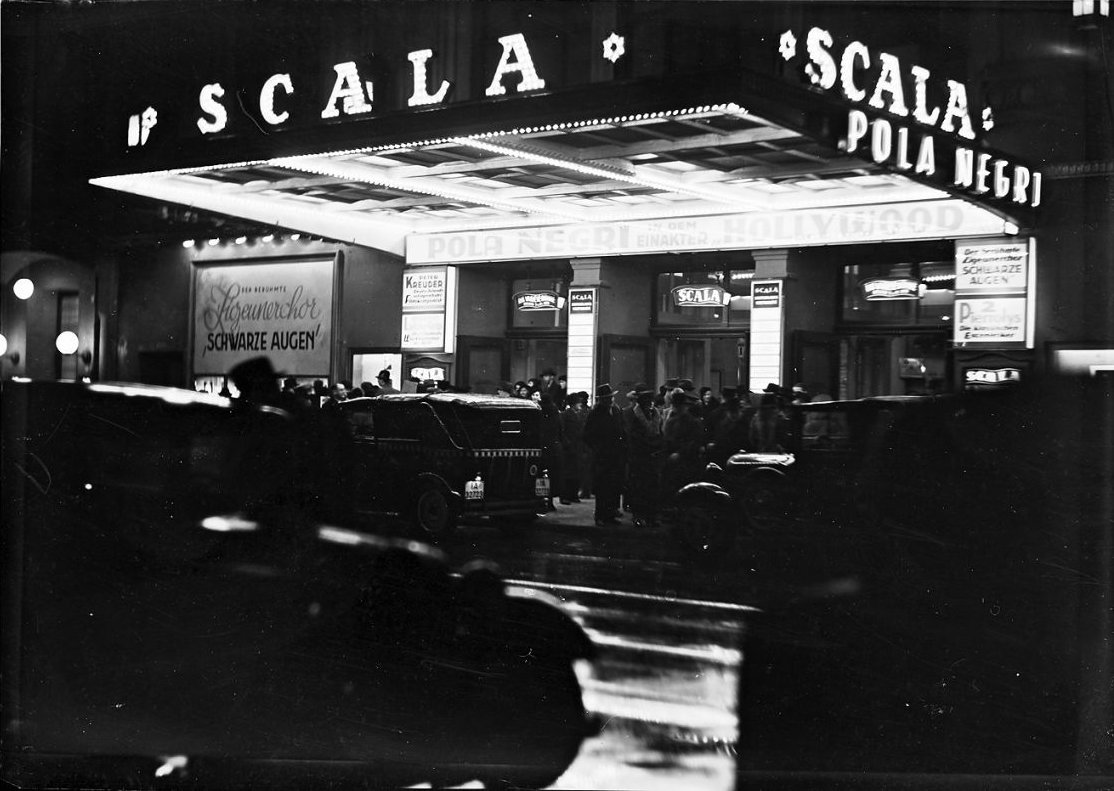
Eingang der Scala, 1936

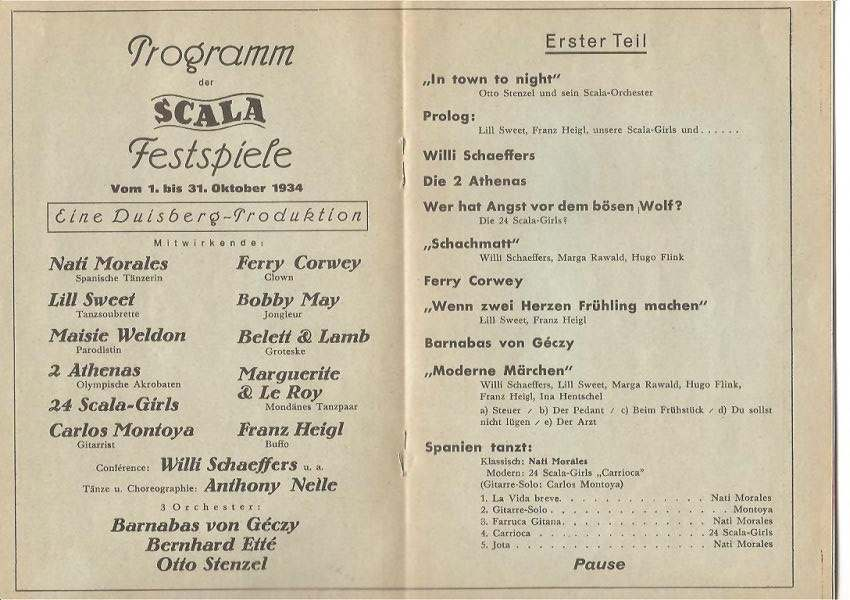
Programmheft, 1934

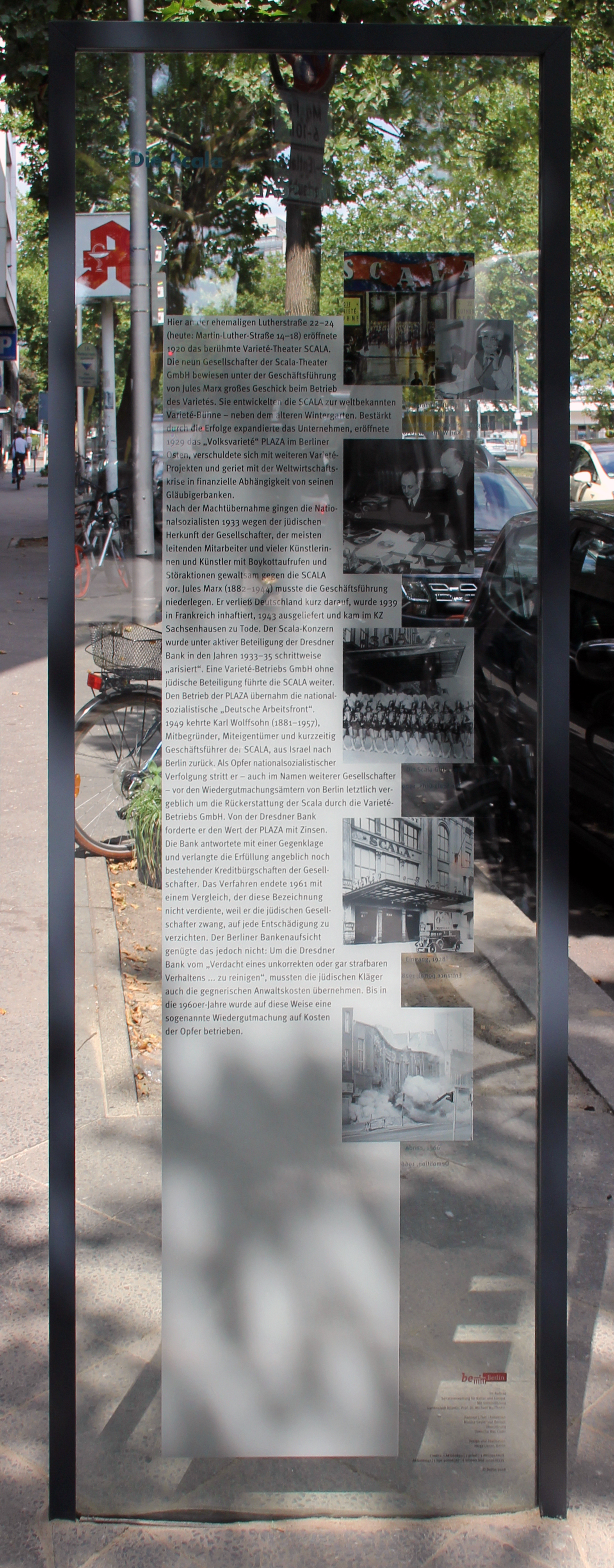
Gedenktafel, Martin-Luther-Straße 16, Berlin-Schöneberg

Die Scala in Berlin war von 1920 bis 1944 eine der berühmten Varieté-Bühnen in Deutschland. Hier traten internationale Künstler wie der Jongleur Enrico Rastelli und der Clown Grock auf. Legendär waren auch die Scala-Girls, eine hauseigene Tanztruppe, die ab 1934 spärlich kostümiert sogar in ganz Deutschland auftrat.

## Geschichte
Die Scala wurde 1920 im bis dahin als Eispalast bekannten Gebäude von neun meist jüdischen Geschäftsleuten – darunter der Inhaber des Verlages Lichtbild-Bühne, Karl Wolffsohn und der Flugzeugindustrielle Fokker – eröffnet. Führende Hand der im Rahmen einer GmbH betriebenen Unterhaltungsstätte war der gelernte Bankkaufmann Jules Marx, der bis Ende der 1920er Jahre an zahlreichen Vergnügungsbetrieben in Deutschland beteiligt war. Die Scala war in den Goldenen Zwanzigern sehr erfolgreich und wurde zu einem international bekannten Varieté. Der seinerzeitige Werbeslogan lautete: „… und abends in die SCALA“ (Das war auch der Titel eines 1957 gedrehten gleichnamigen Musikfilms).
Allerdings geriet die bis dahin zu einem Konzern expandierte Gesellschaft (Finanzierung mehrerer Varietés in Deutschland, Bau des Volksvarietés Plaza am alten Ostbahnhof Berlin) in der Weltwirtschaftskrise in Zahlungsnot. Auf dem Höhepunkt seiner Beliebtheit Anfang der 1930er Jahre trat hier der „Wahrseher“ Erik Jan Hanussen zweimal täglich vor je 5000 Zuschauern auf.
Nach der „Machtergreifung“ Hitlers kündigte der Hauptkreditgeber Dresdner Bank die Zusammenarbeit, und die Scala wurde von „Nichtjuden“ übernommen. Eduard Duisburg (1892–1966), seit 1929 künstlerischer Leiter, wurde Nachfolger von Marx, der 1933 nach Frankreich geflohen war. Auch in der Zeit des Nationalsozialismus war das Varieté sehr erfolgreich und galt 1941 als Deutschlands größtes Varieté- und Revuetheater.
Im Kontext der Truppenbetreuung trat das Varieté auch vor Wachmannschaften in Konzentrationslagern auf. Zwischen dem 5. November 1941 und dem 2. Februar 1942 alleine vier Mal im KZ Sachsenhausen.
Am 24. August 1944 verbot Joseph Goebbels alle Veranstaltungen mit nichtkriegsmäßigen Darbietungen („Theatersperre“), das war auch das Aus für die Scala. Das Gebäude an der Lutherstraße 22–24 (Umlaufzählung, seit 1963 in Wechselzählung: Martin-Luther-Straße 14–18) wurde in der Nacht vom 22. zum 23. November 1943 weitgehend zerstört. Teile wurden ab 1960 zeitweise als provisorische Spielstätte des Kabaretts Die Wühlmäuse benutzt. Bemühungen um eine Rückerstattung des zerstörten Gebäudes und des Grundstücks an die ursprünglichen Besitzer blieben vor Gericht erfolglos. Das Gebäude wurde später abgetragen. Im Haus daneben, Lutherstraße 21 Ecke Augsburger Straße (heute: Martin-Luther-Straße 12 Ecke Fuggerstraße), befand sich 1904–1944 das Restaurant Horcher.
In den 1970er Jahren wurde die Straßenfront mit einem sachlichen Zweckbau geschlossen. Der Bereich des früheren Zuschauer- und Bühnenraums ist heute ein nicht-öffentlicher Parkplatz. Seit dem 24. Juli 2018 informiert in der Martin-Luther-Straße 14 eine Gedenktafel über die Geschichte des Varieté-Theaters Scala und die Enteignung ihrer jüdischen Besitzer.